# Pujalt (Pardines)
Pujalt és una entitat de població del municipi de Pardines, a la comarca catalana del Ripollès. En el cens de 2007 no tenia cap habitant inscrit.